# Cabestany
Cabestany (in catalano Cabestany) è un comune francese di 10 106 abitanti situato nel dipartimento dei Pirenei Orientali nella regione dell'Occitania.
Nella chiesa di Cabestany, in stile romanico, è presente il capolavoro del cosiddetto Maestro di Cabestany, un timpano del XII secolo con tre scene della vita della Vergine (la Vergine che esce dal sepolcro sorretta dal Cristo, l'Assunzione, e al centro Cristo tra la Vergine e San Tommaso).

## Geografia fisica

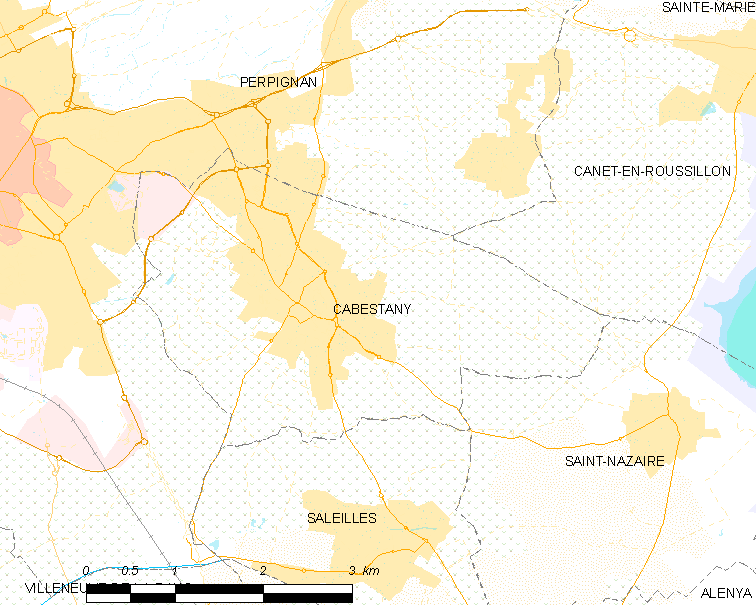
Situazione di Cabestany

## Amministrazione

### Sindaci
| Nome                   | Mandato      |
| ---------------------- | ------------ |
| Mare Beille            | ?-06/1815    |
| Jean Berga             | 06/1815–1825 |
| Antoine Meunier        | 1825–1831    |
| Augustin Oriola        | 1831–1834    |
| Pierre Berga           | 1834–1837    |
| Joseph Sabardeil       | 1837–1848    |
| Joseph Gely            | 1848–1848    |
| Louis Sabardeil        | 1848–1852    |
| Joseph Pons            | 1852–1855    |
| Victor Battle          | 1855–1868    |
| Michel Fort            | 1868-?       |
| Jean Camo              | 1870–1874    |
| Louis Sabardeil        | 1874–1876    |
| Pierre Pastor          | 1876–1878    |
| Jean Nogues            | 1878–1881    |
| Joseph Cavaille        | 1881–1882    |
| Emmanuel Pairi         | 1882–1883    |
| François Badie         | 1883–1884    |
| Théodore Carrere       | 1884–1886    |
| Étienne Casadamont     | 1886–1893    |
| Jean Fort              | 1893–1909    |
| Jacques Comignan       | 1909–1912    |
| François Sagui Escudie | 1912–1921    |
| François Pomarede      | 1921–1924    |
|                        |              |
| Jean Vila              | 1977-        |

## Società

### Evoluzione demografica
Abitanti censiti